# Гелдернская война

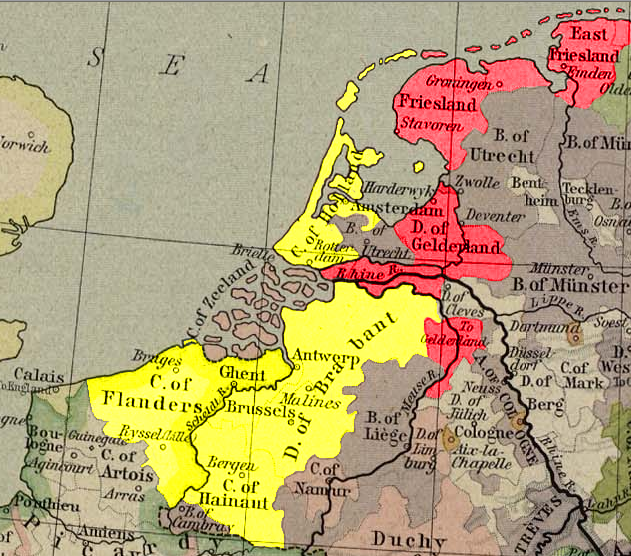

Гелдернская война (нидерл. Gelderse Oorlogen) — длительный конфликт между Габсбургами и Карлом Эгмонтом за Гелдерн, продолжавшийся более 40 лет.

## История
Габсбурги, возглавлявшие Бургундское герцогство, контролировали Герцогство Брабант, Геннегау, Голландию и Фландрию. Карл Эгмонт контролировал Гелдерн, Гронинген и часть Фризии.
В 1502—1515 годах Габсбурги безуспешно пытались вернуть Гелдерн, который принадлежал их Дому в период 1473—1492 годов. Карл Эгмонт также без успеха пытался присоединить некоторые территории современной провинции Оверэйсел, в те годы контролировавшиеся Утрехтским епископством. Ему удалось лишь отнять Арнем у Габсбургов. С 1514 года герцог Саксонский Георг Бородатый вступил в союз с Бургундией. Однако, захватив несколько городов, в мае 1515 года он продал их Габсбургам. Фризы под руководством Пьера Герлофса Дониа и Виердом Йелкама, напротив, поддержали Гелдерн.
В 1522 году Georg Schenck van Toutenburg сумел победить фризов и захватить Йелкама в плен, позже тот был публично обезглавлен. К концу 1524 года большая часть Фризии уже управлялась штатгальтером от Габсбургов.
20 октября 1528 года в Горинхеме между Карлом Эгмонтом и Карлом V было заключено Соглашение, по условиям которого признавалось право правления герцога Карла Эгмонта на Гелдерн, Гронинген и Дренте, но как феодальные владения Императора Священной Римской империи. Однако, столкновения продолжались до 1536 года, когда после битвы при Гейлигерлее между Бургундией и Гелдерном был заключён мир.
Через два года герцог Карл ван Эгмонт Гелдернский умер в Арнеме. Он был одним из последних независимых феодальных правителей Нидерландов. Законных детей у него не было. Карл V поначалу передал герцогство в Клевский дом, но в 1543 году оккупировал Гельдерн.